# 暁 (1928年の映画)
『暁』（あかつき、原題：Dawn）は、1928年製作・公開、ハーバート・ウィルコックス監督によるイギリスの長編劇映画、サイレント映画である。

## 略歴・概要
実在の人物イーディス・キャヴェルを主人公としたレジナルド・バークリーの小説を原作に製作、アダ・ボダールは本人役で出演している。イギリス国内では同年3月1日に公開されたが、ドイツからは抗議を受けている。
日本では、イギリスでの公開から3年後の1931年（昭和6年）9月1日、芸術映画社が配給して公開された。

## キャスト
- シビル・ソーンダイク - 看護師イーディス・キャヴェル
- アダ・ボダール - 本人役
- ゴードン・クレイグ - フィリップ・ボダール
- マリー・オールト - ラパール夫人
- ミッキー・ブラントフォード - ラパールの息子ジャック
- メアリー・ブロー - ピトゥー夫人
- リチャード・ワース - ジャン・ピトゥー
- コリン・ベル - ドヴォー未亡人
- ダーチャ・ディーン - ドヴォーの娘
- セシル・バリー - シュルツ大佐
- ハドン・メイソン - ドイツの将校
- モーリス・ブラッデル - 英国人飛行士
- エドワード・オニール - ルター派の牧師
- グリフィス・ハンフリー - 軍法会議議長

## 註
1. 1 2  暁、キネマ旬報、2009年12月17日閲覧。
2. ↑  Dawn, Internet Movie Database （英語）, 2009年12月17日閲覧。